# Poczekaj, sprawdzę w telefonie
Poczekaj, sprawdzę w telefonie – album nagrany wspólnie przez O.S.T.R.-a, Młodego Olisadebe i Luck7. Wydany nakładem Tabasko Nagrania. Premiera wersji cyfrowej odbyła się 29 lutego 2024. Wersja CD ukazała się 27 marca 2024.
Album zadebiutował na drugim miejscu listy OLiS.

## Lista utworów
| Nr  | Tytuł utworu                               | Długość |
| --- | ------------------------------------------ | ------- |
| 1.  | „Intro”                                    | 0:35    |
| 2.  | „Nowy dzień 2”                             | 3:14    |
| 3.  | „Albumode”                                 | 3:22    |
| 4.  | „Lista życzeń”                             | 3:24    |
| 5.  | „Powietrze” (gościnnie Eliasz)             | 3:14    |
| 6.  | „Matrix” (gościnnie Eliasz)                | 4:31    |
| 7.  | „Koniec świata”                            | 3:39    |
| 8.  | „Gorzej nie będzie”                        | 3:52    |
| 9.  | „Slang” (gościnnie Eliasz)                 | 3:02    |
| 10. | „Away”                                     | 2:13    |
| 11. | „Rap na zapalenie płuc” (gościnnie Eliasz) | 2:48    |
| 12. | „Best I Can”                               | 3:43    |
| 13. | „2024”                                     | 3:01    |
|     |                                            | 40:38   |

Źródło

## Twórcy
- O.S.T.R. – śpiew (rap), produkcja
- Młody Olisadebe – śpiew (rap), produkcja
- Luck7 – śpiew (rap)
- Eliasz – śpiew (rap)
- DJ Haem – miksowanie, mastering, produkcja
- Wojtek Kukulski – producent wykonawczy

Źródło

## Single
1. „Best I Can” – 9 lutego 2024[7]
2. „Nowy dzień 2” – 29 lutego 2024[1]
3. „Albumode” – 3 kwietnia 2024[8]

## Wideografia
1. „Best I Can” – Paweł Zawadzki, 2024[7][9]
2. „Nowy dzień 2” – Paweł Zawadzki, 2024[1]
3. „Albumode” – Paweł Zawadzki, 2024[8][10]